# Joaquim Homs
Joaquim Homs, född 21 augusti 1906 i Barcelona, Spanien, död 9 september 2003 i samma stad, var en spansk kompositör. Han studerade med Roberto Gerhard mellan 1931 och 1938.
Han kommenterade sitt musikaliska språk med att säga att "vad beträffar mitt musikaliska språk,så tror jag, att man kan karakterisera det genom att säga, att jag melodiskt och harmoniskt använder de 12 tonerna, och att jag också använder några av tillvägagångssätten i 12-tonstekniken. Samtidigt är min musik djupt rotad i mitt lands folkvisor och för övrigt också i den gregorianska sången."

## Verk
Joaquim Homs anser sina främsta verk vara:
Instrumentalverk
- Duo för följt och klarinett, komponerad 1938, uruppfört 1937
- Stråkkvartett nr 1, komponerad 1938, uruppförd 1939
- Sonat för violinsolo - 1941
- Sonat för oboe och basklarinett - 1942
- Variationer över ett populärt katalanskt tema, komponerad 1943, uruppförd 1944
- Stråkkvartett nr 2 och nr 3, komponerad respektive 1949 och 1950

Vokalverk
- Dikt av J. Carner för sång och piano, komponerad 1935, uruppförd 1951
- 4 psalmer för baryton och kammarorkester - 1939
- 10 Responsorier för kör a cappella - 1943
- Mässa för kör a cappella - 1943
- Rima för sång och piano - 1950